# Hu Jia

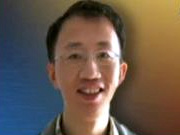

Hu Jia (chiń. 胡佳; pinyin Hú Jiā; ur. 25 lipca 1973 w Pekinie) – chiński działacz społeczny i dysydent w Chińskiej Republice Ludowej. Pracuje na rzecz ruchu demokratycznego, ochrony środowiska i praw osób zarażonych HIV. Jego żona, Zeng Jinyan, jest również aktywistką na rzecz praw człowieka i znaną chińską blogerką.
Od 17 lipca 2006 roku Hu Jia przebywał de facto w areszcie domowym w swoim pekińskim mieszkaniu. Areszt polegał na tym, że przez całą dobę przed budynkiem albo w mieszkaniu na parterze przebywali ubrani po cywilnemu agenci policji, którzy uniemożliwiali Hu Jia opuszczanie mieszkania i śledzili jego żonę.
W grudniu 2007 roku Hu Jia został aresztowany. W kwietniu 2008 roku skazany został na 3 lata i sześć miesięcy więzienia pod zarzutem podżegania do obalenia władzy państwowej.
Hu Jia jest autorem i jednocześnie bohaterem filmu "Prisoners in Freedom City" ("Więźniowie w Mieście Wolności"). Jest to dokument nakręcony z ukrycia w czasie, gdy Hu Jia przebywał w areszcie domowym (w swoim mieszkaniu na osiedlu Miasto Wolności w Pekinie, stąd ironiczny tytuł), a jego żona była nieustannie śledzona przez agentów. W Polsce można go obejrzeć na pokazach organizowanych przez Amnesty International.
21 kwietnia 2008 roku rada miasta Paryża przyznała Hu Jia honorowe obywatelstwo. 23 października 2008 Parlament Europejski uhonorował go Nagrodą Sacharowa.
26 czerwca 2011 roku został zwolniony z więzienia.